# A Visit from St. Nicholas

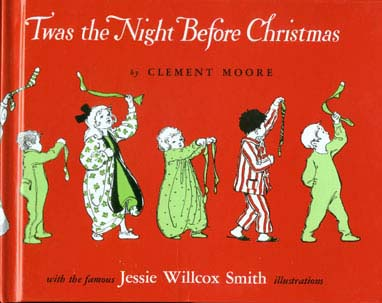
La copertina di un'edizione di A Visit from St. Nicholas del 1912, illustrata da Jessie Willcox Smith

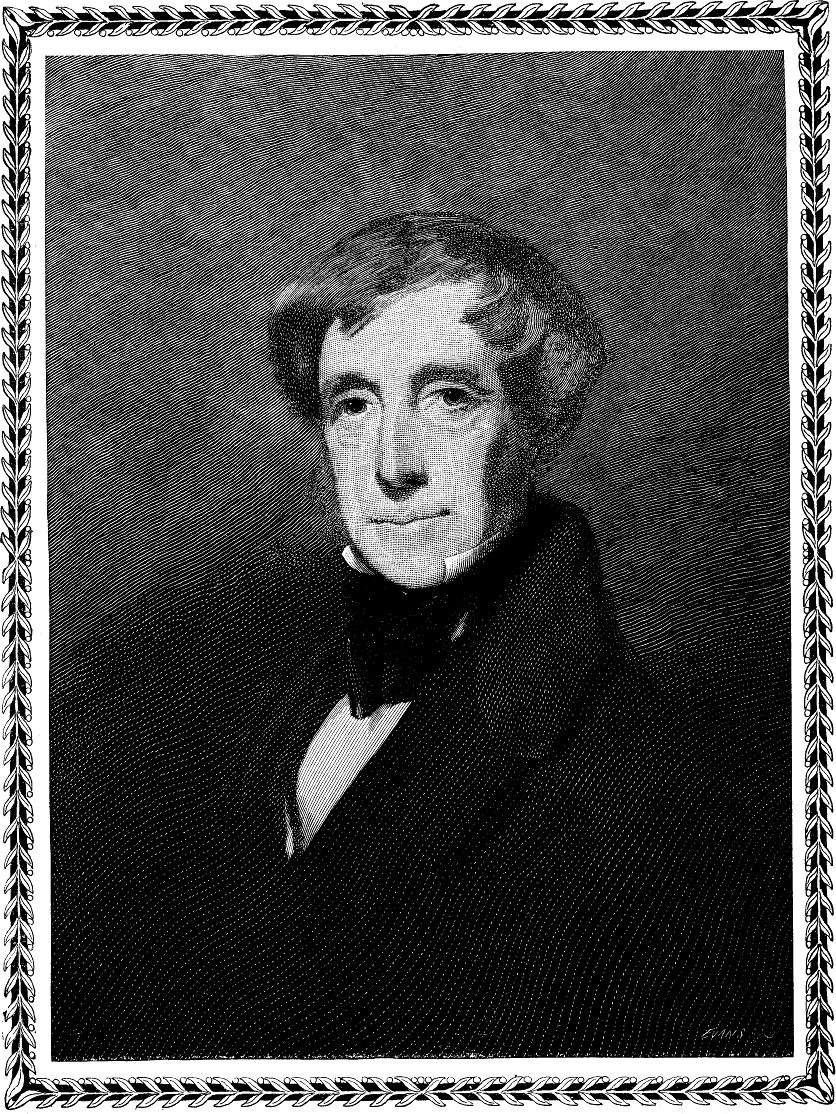
Clement Clarke Moore (1779-1863), accreditato ufficialmente come l'autore della poesia

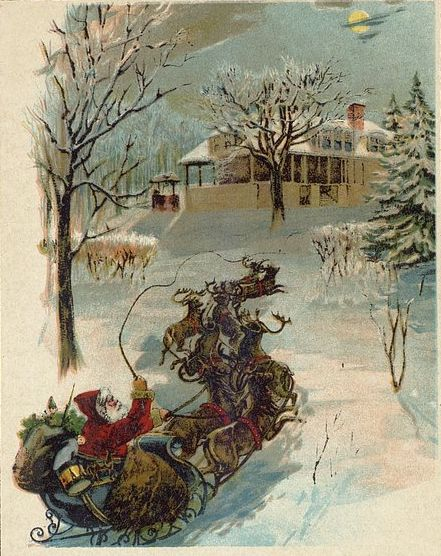
Illustrazione in un'edizione del 1870 del libro

A Visit from St. Nicholas ("Una visita di San Nicola/Babbo Natale"), comunemente nota - dal suo incipit - anche come Twas the Night Before Christmas ("Era la notte prima di Natale") o come The Night Before Christmas ("La notte prima di Natale"), è una celebre poesia natalizia statunitense, pubblicata per la prima volta nel 1823 in forma anonima, ma ufficialmente attribuita a Clement Clarke Moore (1779-1863). Un'altra corrente di pensiero l'attribuisce invece allo scrittore Henry Livingston Jr. (1748-1828).
La poesia, una tra le più lette al mondo, rappresenta un "tassello" fondamentale nello sviluppo della figura del moderno Babbo Natale/Santa Claus: le raffigurazioni successive del personaggio (una sorta di folletto bonario e non più dal carattere inquisitorio) furono infatti fortemente influenzate da questo testo. Ha inoltre contribuito ad associare indissolubilmente e definitivamente il più popolare portatore di doni alle date del 24-25 dicembre, anziché al 6 dicembre, giorno dedicato a San Nicola (ma anche - in un certo qual modo - a "separare" la figura di San Nicola da quella del suo "erede" Santa Claus/Babbo Natale).
Della poesia furono fatti anche degli adattamenti musicali, che ne hanno fatto diventare anche una canzone natalizia.

## Storia
La poesia apparve per la prima volta in forma anonima con il titolo di An Account of a Visit of St. Nicholas sul quotidiano di Troy (New York), Sentinel Troy di martedì 23 dicembre 1823. Come sottolineato dallo stesso direttore del giornale, che introdusse il pezzo con le parole "Non sappiamo a chi essere debitori per la seguente descrizione di questo... personaggio semplice e delizioso, dalla bontà paterna, ovvero Santa Claus", la poesia apparve in forma anonima.
Ne seguirono altre pubblicazioni, apparse quasi sempre con delle illustrazioni. Una delle prime versioni illustrate è datata 1830 e conteneva la riproduzione del testo apparsa nel Troy Sentinel, pubblicata con un'illustrazione di Myron B. King, che mostrava Santa Claus in cima ad un tetto con la slitta e le renne.
Nel 1837, la poesia fu pubblicata nel New York Book of Poetry. Il giorno di Natale dell'anno seguente, la poesia fu ufficialmente attribuita a Clement Clarke Moore. La poesia ottenne un grande successo sia negli Stati Uniti che in Europa. Negli Stati Uniti, il poema contribuì - oltre a stabilire le fattezze quasi definitive di Santa Claus - a diffondere l'idea di festeggiamenti natalizi meno chiassosi e più legati alla quiete familiare ed incentrati soprattutto sul 24 dicembre e il 25 dicembre, anziché - com'era tradizione - sul 31 dicembre (vigilia di Capodanno) e sul 6 dicembre (giorno in cui i bambini attendevano l'arrivo di San Nicola).

## Teorie sulla paternità della poesia

### L'attribuzione a Clement Clarke Moore
Secondo l'attribuzione comunemente accettata, Clement Clarke Moore, insegnante di lingue e letterature straniere e studioso di teologia newyorkese, avrebbe scritto il poema nel 1821 o 1822. L'intento sarebbe stato - così vuole la leggenda - quello di allietare i suoi sei bambini la sera della Vigilia di Natale con un racconto su San Nicola/Santa Claus dopo una gita in slitta.
Pare che la poesia fosse destinata a rimanere - secondo le intenzioni di Moore - in ambito strettamente privato. Sarebbe stata un'amica di Moore, la Sig.rina Harriet, residente a Troy, nello Stato di New York, a spedire - senza il consenso dell'autore - il pezzo ad Orville L. Holly, editore del quotidiano locale, il Sentinel Troy.

### L'attribuzione a Henry Livingston Jr.

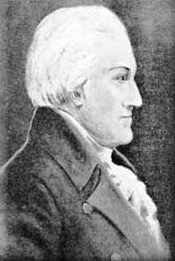
Henry Livingston Jr. (1748-1828), da alcuni ritenuto il vero autore della poesia

Come detto, secondo un'altra corrente di pensiero, il vero autore sarebbe Henry Livingston Jr., poeta statunitense di origine olandese, già morto all'epoca in cui la paternità fu attribuita a Moore. La teoria è stata fortemente sostenuta dai discendenti di Livingston, secondo i quali Moore avrebbe commesso un plagio.
Pare che Livingston avesse composto il poema già tra il 1804 e il 1805. La poesia sarebbe stata poi udita da una donna, diventata in seguito l'istitutrice dei bambini di Clement Clarke Moore: sarebbe stata lei a farla conoscere a quest'ultimo. Il manoscritto originale di Livingston sarebbe invece andato perduto in un incendio intorno al 1840.

## Testo
Il testo descrive una Vigilia di Natale in una casa degli Stati Uniti, con i bambini a letto che hanno lasciato le calze appese in attesa dei regali da parte di San Nicola/Santa Claus. Nel testo, San Nicola/Santa Claus viene descritto con una barba bianca, le guance rosse, il naso color ciliegia e vestito con una pelliccia.
Il "santo" (ormai abbondantemente secolarizzato) giunge nella casa a bordo di una slitta e scende dal camino con un grande sacco in spalla. Nella poesia vengono poi citati anche i nomi delle renne di Babbo Natale (che per la prima volta compaiono nel numero di otto), ovvero: Dasher, Dancer, Prancer, Vixen, Comet, Cupid, Donner e Blitzen. Il portatore di doni infine se ne va pronunciando le parole "Buon Natale a tutti e a tutti buona notte!".

### Testo originale[4][6][11][19][20][21]
'Twas the night before Christmas, when all thro' the house

Not a creature was stirring, not even a mouse;

The stockings were hung by the chimney with care,

In hopes that St. Nicholas soon would be there;

The children were nestled all snug in their beds,

While visions of sugar plums danc'd in their heads,

And Mama in her ‘kerchief, and I in my cap,

Had just settled our brains for a long winter's nap —

When out on the lawn there arose such a clatter,

I sprang from the bed to see what was the matter.

Away to the window I flew like a flash,

Tore open the shutters, and threw up the sash.

The moon on the breast of the new fallen snow,

Gave the lustre of mid-day to objects below;

When, what to my wondering eyes should appear,

But a minature sleigh, and eight tiny rein-deer,

With a little old driver, so lively and quick,

I knew in a moment it must be St. Nick.

More rapid than eagles his coursers they came,

And he whistled, and shouted, and call'd them by name:

"Now! Dasher, now! Dancer, now! Prancer and Vixen,

On! Comet, on! Cupid, on! Dunder and Blitzen;

To the top of the porch! To the top of the wall!

Now dash away! Dash away! Dash away all!"

As dry leaves before the wild hurricane fly,

When they meet with an obstacle, mount to the sky;

So up to the house-top the coursers they flew,

With the sleigh full of toys — and St. Nicholas too:

And then in a twinkling, I heard on the roof

The prancing and pawing of each little hoof.

As I drew in my head, and was turning around,

Down the chimney St. Nicholas came with a bound:

He was dress'd all in fur, from his head to his foot,

And his clothes were all tarnish'd with ashes and soot;

A bundle of toys was flung on his back,

And he look'd like a peddler just opening his pack:

His eyes — how they twinkled! His dimples: how merry,

His cheeks were like roses, his nose like a cherry;

His droll little mouth was drawn up like a bow,

And the beard of his chin was as white as the snow;

The stump of a pipe he held tight in his teeth,

And the smoke it encircled his head like a wreath.

He had a broad face, and a little round belly

That shook when he laugh'd, like a bowl full of jelly:

He was chubby and plump, a right jolly old elf,
And I laugh'd when I saw him in spite of myself;

A wink of his eye and a twist of his head

Soon gave me to know I had nothing to dread.

He spoke not a word, but went straight to his work,

And fill'd all the stockings; then turn'd with a jerk,

And laying his finger aside of his nose

And giving a nod, up the chimney he rose.

He sprung to his sleigh, to his team gave a whistle,

And away they all flew, like the down of a thistle:

But I heard him exclaim, ere he drove out of sight —

"Happy Christmas to all, and to all a good night".

## Influenze sul testo
Il testo, nella descrizione fatta su Santa Claus, pare essere influenzato sia dalle descrizioni fatte da Washington Irving in The History of New York, sia forse dal poema The Children's Friend: A New Year's Present, to Little Ones, from Five to Twelve (testo peraltro uscito solo pochi anni prima di A Visit from St. Nicholas, ovvero nel 1821). Quest'ultimo testo in particolare, attribuito a James K. Paulding o a J. Stanbury, è il primo a legare la renna a Santa Claus.
Altre descrizioni, così come i nomi delle renne (come, ad esempio, Donner), sono invece forse attinte dal folclore europeo e dalla mitologia.

## Illustratori celebri
Tra i disegnatori più celebre che hanno corredato di illustrazioni le varie pubblicazioni di A Visit from St. Nicholas, figurano:
- Arthur Rackham (1931)[12]
- Jessie Willcox Smith[21]

## La poesia in musica

### Adattamenti musicali
Al testo sono state adattate anche delle melodie, che ne hanno fatto diventare anche un canto natalizio, brano che appare solitamente con i 'Twas the Night Before Christmas o The Night Before Christmas o anche Night Before Christmas Song (con quest'ultimo titolo, messa in musica da Johnny Marks).
Tra gli interpreti che hanno inciso una versione del brano, figurano (in ordine alfabetico):
- Alvin and the Chipmunks (Lato B del singolo Wonderful Day del 1963)
- Louis Armstrong (Christmas in New Orleans)
- Gene Autry
- Bright Eyes (A Christmas Album, 2002)
- Glen Campbell (Merry Christmas, 1991)
- Canadian Brass
- Judy Collins (Christmas at the Biltmore Estate, 1998)
- Perry Como
- Milton Cross
- Delta Nove
- Bob Dylan (Lato B del singolo Must Be Santa del 2009)
- Brian Evans
- The Four Tops
- Aretha Franklin (This Christmas, 2008)
- Stan Freberg
- Kathie Lee Gilford
- Bobby Gosh
- Tom Grounds
- Mike Hockenhull
- Gary Hoey
- Toby Keith
- Gladys Knight & The Pips
- Korn (Christmas Song, 1994)
- Dave Koz
- La Dispute (su Winter Tour Holiday CD-R del 2008)
- John Leguizamo
- Liberace
- Mark Lindsay
- Wynton Marsalis (1990)
- Don McLean
- Mary-Kate e Ashley Olsen (Cool Yule: A Christmas Party with Friends, 1999)
- Patti Page (Christmas with Patti Page, 1965)
- The Platters
- Harry Simeone
- Carly Simon
- Jo Stafford

## La poesia nel cinema e nelle fiction
- Alla poesia fa un chiaro riferimento il titolo del film d'animazione Nightmare Before Christmas, film prodotto da Tim Burton nel 1993
- Il primo verso della poesia è citato nel film con Bruce Willis Trappola di cristallo (Die Hard, 1988), film ambientato nel periodo natalizio.